# 萊克威廉斯鎮區 (北達科他州基德縣)
萊克威廉斯鎮區（英語：Lake Williams Township）是位於美國北達科他州基德縣的一個鎮區。

## 地方資料
萊克威廉斯鎮區的面積為92.78平方千米，當中陸地面積為80.97平方千米，而水域面積為11.78平方千米。根據2020年美國人口普查的數據，當地共有人口23人，而人口密度為每平方千米0.25人。